# Josef-Deimer-Tunnel
Der Josef-Deimer-Tunnel ist ein 1470 Meter langer Straßentunnel in Landshut. Er wurde 1999 als Hofbergtunnel in Betrieb genommen. Die Baukosten betrugen 65,9 Mio. Euro. Im Jahre 2007 wurde der Tunnel zu Ehren des von 1970 bis 2004 amtierenden Oberbürgermeisters von Landshut, Josef Deimer, noch zu dessen Lebzeiten entsprechend umbenannt.
Der Tunnel umfasst eine Röhre bzw. zwei Fahrstreifen und verläuft unter der Hügelkette des Hofbergs und damit unter der Burg Trausnitz. Er ist Teil einer Verbindung der Bundesstraße 11 im Landshuter Westen mit der Bundesstraße 299 im Osten der Stadt. Die Tunnelstrecke selbst ist keiner Bundes- oder Landesstraße zugeordnet. Der Transitverkehr, der bis zum Bau des Tunnels die „Altstadt“-Straße in der Landshuter Innenstadt als zentrale Verkehrsader nutzte, wird seitdem durch den Tunnel abgeleitet. Der Tunnelbau ermöglichte damit die spätere Umgestaltung der Altstadt zur Fußgängerzone.
Etwa 4,4 Millionen Fahrzeuge passieren jährlich den Tunnel. Der Lkw-Anteil beträgt 4,6 %.
Im europaweiten ADAC Tunneltest erhielt der Tunnel 2015 das Prädikat „sehr gut“. Der Tunnel verfügt über durchgehenden Verkehrsfunkempfang und wird komplett videoüberwacht.